# Елеш, Андраш
Андраш Елеш (венг. Jeles András; род. 27 марта 1945 года, Ясберень, Венгрия) — венгерский режиссёр, драматург, сценарист и актёр.

## Биография
В 1971 году Андраш Елеш окончил Будапештский университет. В 1974 году окончил Академию драмы и кино в Будапеште и получил диплом. С того же года начал работать в киностудии «Mafilm». 
В 1979 году снял свой первый полнометражный фильм «Маленький Валентино», который был представлен на 10-м Берлинском международном кинофестивале. В 1985 году Андраш Елеш создал собственную театральную компанию драматических спектаклей. Ставил пьесы и выступления по сценариям таких писателей, как: Имре Добози, Мартон Келети и Славомир Мрожек. В 1984 году под руководством Андраша Елеша вышел фильм «Благовещение», где сыграли исключительно дети-актёры.  
Сын — Ласло Немеш, режиссёр и сценарист.

## Фильмография
| Год  | Название                                        | Участие               |
| ---- | ----------------------------------------------- | --------------------- |
| 1970 | Так будет шелушиться (короткометражка)          | режиссёр              |
| 1971 | Белая армия (короткометражка)                   | режиссёр, сценарист   |
| 1972 | Параллельные биографии (короткометражка)        | режиссёр, сценарист   |
| 1973 | Фрагмент (короткометражка)                      | режиссёр              |
| 1979 | Маленький Валентино                             | режиссёр, сценарист   |
| 1981 | Csokonai élet-játék                             | режиссёр, сценарист   |
| 1983 | Мечта бригады                                   | режиссёр, сценарист   |
| 1984 | Благовещение                                    | режиссёр, сценарист   |
| 1993 | Почему он не здесь?                             | режиссёр, сценарист   |
| 2000 | Иосиф и его братья (по роману)                  | режиссёр, сценарист   |
| 2003 | Иосиф и его братья - сельские сцены             | режиссёр, сценарист   |
| 2006 | Хермина-поле — хождение духов                   | сценарист             |
| 2008 | История полёта (короткометражка)                | роль: мастер-фотограф |
| 2010 | The Gentleman Takes His Leave (короткометражка) | роль: карточный игрок |
| 2012 | Венгрия 2011                                    | режиссёр, сценарист   |

## Награды
- 1992: премия «Балаж Бела»
- 2008: «Премия имени Кошута»
- 2011: премия «Театральных критиков»